# Ольга (фрегат, 1827)
О́льга — парусный фрегат Российского императорского флота, тип «Спешный».

## Основные характеристики
Относился к рангу 44-пушечных фрегатов, однако был вооружён 54 орудиями.
- Водоизмещение = около 1950 т[2];
- Длина по верхней палубе = 48,6 м.[2];
- Ширина по мидель-шпангоуту = 12,7 м.[2];
- Осадка = 3,9 м.[2];
- Арт. вооружение = 54 ор[2]. (24-фн — по штату[3]);
- Экипаж = 340/430 человек[2].

## История службы
Парусный фрегат «Ольга» был заложен на стапеле Соломбальской верфи 15 (27) июля 1826 года и после спуска на воду вместе с фрегатами «Мария» и «Александра» 21 мая (2 июня) 1827 года вошёл в состав Балтийского флота России. Строительство корабля вёл кораблестроитель в звании капитана Корпуса корабельных инженеров В. А. Ершов.
В июле-августе 1827 во главе отряда перешел из Архангельска в Кронштадт.

### Участие в войне с Турцией 1828—1829 годов
- В составе эскадры контр-адмирала П. И. Рикорда в июне 1828 вышел из Кронштадта в Средиземное море и в сентябре 1828 прибыл в Ла-Валлетту.
- 11 октября 1827 эскадра покинула Мальту и 2 ноября 1827 пришла к острову Тенедос для блокады пролива Дарданеллы.
- В 3.1829 фрегат ушел от Дарданелл и в составе эскадры графа вице-адмирала Л. П. Гейдена крейсировал в Архипелаге.
- 17.1.1830 вместе с эскадрой контр-адмирала М. П. Лазарева ушел из Архипелага и 13.5.1830 вернулся в Кронштадт.
- В 7-9.1830 находился в практическом плавании в Финском заливе.
- В 1831 конвоировал транспортные суда в Данциг, затем крейсировал в Балтийском море.
- В 1832 тимберован в Кронштадте.
- В 1834, 1836—1840, 1842 и 1843 находился в практических плаваниях в Финском заливе и Балтийском море.
- 3.7.1836 на Кронштадтском рейде участвовал в торжественной встрече Балтийским флотом ботика Петра I.
- В 1844—1846 занимал брандвахтенный пост на Кронштадтском рейде.
- Разобран в 1849[2].

## Командиры фрегата
Командирами фрегата «Ольга» в составе Российского императорского флота в разное время служили:
- А. П. Лазарев (1827);
- А. Ф. Северюков (1828—1830);
- П. Н. Лугвенев (1831, 1834);
- И. Г. Трамбицкий (1836—1838);
- В. П. Небольсин (1839);
- Н. П. Потулов (1840);
- А. А. Бахтин (1842—1846).

### Комментарии
1. ↑  В книге Л. И. Голенищева-Кутузова «О судах Балтийского флота, построенных со времени вступления на престол государя императора Николая Павловича» ошибочно указывается дата закладки 15 (27) июня 1826 года[4].
2. ↑  Строительство всех трёх фрегатов длилось 11 месяцев и 6 дней[4].
3. ↑  В книге Л. И. Голенищева-Кутузова «О судах Балтийского флота, построенных со времени вступления на престол государя императора Николая Павловича» строителем всех трёх фрегатов называется генерал-майор Корпуса корабельных инженеров А. М. Курочкин[4].